# Harald Håkanson
Carl Harald Christian Håkanson, född 21 april 1869 i Västra Sallerups socken, död 29 oktober 1961 på Lidingö, var en svensk motorman och uppfinnare.
Harald Håkansson var son till postmästaren Carl Christian Håkanson. Efter läroverksstudier i Lund genomgick han 1889–1892 Chalmers tekniska institut och 1892–1893 Polytechnicum i Zürich. Håkanson verkade därefter i utlandet som maskinkonstruktör, 1893–1896 i USA, 1896–1899 i Berlin och 1899–1900 i Helsingfors. Han var överingenjör och chef för automobilavdelningen vid AB Södertelge Verkstäder 1901–1904, varefter han flyttade till Västerås som chef för litterära avdelningen och patentavdelningen vid ASEA 1904–1914 och som chef för samma bolags personalavdelning 1914–1934. Håkanson tjänstgjorde som besiktningsman för motorfordon i Västerås 1906–1927 och som hissinspektör där 1916–1940. 1910–1918 utförde han, delvis med statsanslag, omfattande försök med traktorer för vintertrafik. Han var 1918–1936 styrelseledamot i Sveriges privatanställdas pensionskassa (från 1930 Svenska personalpensionskassan). Som uppfinnare blev han mest känd för den av honom 1900 konstruerade första svenska elbilen. Håkanson var ledamot av stadsfullmäktige i Västerås 1914–1918 och av drätselkammaren 1908–1928. Han var ledamot av sociala rådet 1919–1930.
Håkansson konstruerade motorslädar för Ernest Shackletons sydpolsexpedition 1914. Hans motorsläde framdrevs av en förbränningsmotor med ett drivhjul, 
som påverkade en roterande en ändlös kedja med taggförsedda länkar, som gav fäste i snön eller isen och därigenom åstadkom slädens rörelse.